# جواو بيدرو سيلفا
جواو بيدرو سيلفا (بالبرتغالية: João Pedro Azevedo Silva) (29 ديسمبر 1987 بتروفا في البرتغال - ) هو لاعب كرة قدم برتغالي في مركز الدفاع. شارك مع منتخب البرتغال تحت 19 سنة لكرة القدم ومنتخب البرتغال تحت 20 سنة لكرة القدم. أما مع النوادي، فقد لعب مع إشتوريل برايا وموريرينسي ونادي بورتو ونادي ديبورتيفو داس أيفيس وجي. دي. توريزينسي ‏ ونادي فاماليساو ونادي بينفايل وغلوريا بيستريتسا ‏ وFC Porto B ‏ ونادي بورتيمونينسي.

## وصلات خارجية
- جواو بيدرو سيلفا على موقع الاتحاد الدولي (مؤرشف)  (الإنجليزية)
- جواو بيدرو سيلفا على موقع قاعدة بيانات كرة القدم.إي يو (الإنجليزية)
- جواو بيدرو سيلفا على موقع Soccerway.com (الإنجليزية)
- جواو بيدرو سيلفا على موقع عالم كرة القدم.نت (الإنجليزية)
- جواو بيدرو سيلفا على موقع AS.com (الإسبانية)